# Liste des députés européens de Tchéquie de la 8e législature
Cet article présente la liste des députés européens de République tchèque élus lors des élections européennes de 2014 en République tchèque.

## Liste
| Nom                                                             | Parti                                                                                           | Groupe parlementaire européen |
| --------------------------------------------------------------- | ----------------------------------------------------------------------------------------------- | ----------------------------- |
| Jan Keller                                                      | Parti social-démocrate tchèque                                                                  | S&D                           |
| Olga Sehnalová                                                  | Parti social-démocrate tchèque                                                                  | S&D                           |
| Pavel Poc                                                       | Parti social-démocrate tchèque                                                                  | S&D                           |
| Miroslav Poche                                                  | Parti social-démocrate tchèque                                                                  | S&D                           |
| Pavel Svoboda                                                   | Union chrétienne démocrate - Parti populaire tchécoslovaque                                     | PPE                           |
| Michaela Šojdrová                                               | Union chrétienne démocrate - Parti populaire tchécoslovaque                                     | PPE                           |
| Tomáš Zdechovský                                                | Union chrétienne démocrate - Parti populaire tchécoslovaque                                     | PPE                           |
| Luděk Niedermayer                                               | TOP 09                                                                                          | PPE                           |
| Jiří Pospíšil                                                   | TOP 09                                                                                          | PPE                           |
| Stanislav Polčák                                                | TOP 09 (jusqu'en novembre 2015) DiEM25 (de novembre 2015 à janvier 2016) Maires et Indépendants | PPE                           |
| Jaromír Štětina                                                 | TOP 09                                                                                          | PPE                           |
| Pavel Telička                                                   | ANO 2011 (jusqu'en octobre 2017) Indépendant                                                    | ADLE                          |
| Petr Ježek                                                      | ANO 2011 (jusqu'en janvier 2018) Indépendant                                                    | ADLE                          |
| Dita Charanzová                                                 | ANO 2011                                                                                        | ADLE                          |
| Martina Dlabajová                                               | ANO 2011                                                                                        | ADLE                          |
| Jan Zahradil                                                    | Parti démocratique civique                                                                      | ECR                           |
| Evžen Tošenovský                                                | Parti démocratique civique                                                                      | ECR                           |
| Kateřina Konečná                                                | Parti communiste de Bohême et Moravie                                                           | GUE/NGL                       |
| Jiří Maštálka                                                   | Parti communiste de Bohême et Moravie                                                           | GUE/NGL                       |
| Jaromír Kohlíček (Remplace Miloslav Ransdorf le 4 février 2016) | Parti communiste de Bohême et Moravie                                                           | GUE/NGL                       |
| Petr Mach                                                       | Parti des citoyens libres                                                                       | ELD                           |